# Natitingou IV
Natitingou IV , conosciuto anche come Péporiyakou, è un arrondissement del Benin situato nella città di Natitingou (dipartimento di Atakora) con 6.253 abitanti (dato 2006).